# Harry Lawtey
Harry Lawtey (Oxford, 26 ottobre 1996) è un attore britannico.
È noto per il suo ruolo di Robert Spearing nella serie Industry della BBC Two e della HBO.

## Biografia
Lawtey è nato a Oxford, Regno Unito, mentre suo padre, un ingegnere aeronautico militare, era di stanza alla RAF Brize Norton.
I suoi genitori erano fidanzatini d'infanzia della città del nord Barton-upon-Humber, dove gran parte della sua famiglia allargata vive ancora.
Lawtey ha detto della città natale dei suoi genitori: "Non ho mai vissuto nel posto da cui sento di provenire".
Ha un fratello maggiore che è un allenatore della prima squadra per lo Swansea City AFC.
Lawtey e la sua famiglia si trasferirono a Cipro quando aveva 4 anni. Una produzione itinerante di Oliver che andò in scena in un anfiteatro cipriota locale quando Lawtey aveva 13 anni lo ispirò a intraprendere la carriera di attore. Mentre era in vacanza in Inghilterra, fece un provino per la Sylvia Young Theatre School, dove avrebbe frequentato come studente in collegio, soggiornando con una famiglia ospitante ad Abbey Wood insieme ad altri quattro ragazzi.
Ha poi completato gli A-level alla Hurtwood House nel 2015. Ha continuato a laurearsi al Drama Centre London nel 2018.
Lawtey ha iniziato la sua carriera con apparizioni come ospite in episodi della serie CBBC Wizards vs Aliens e della soap opera medica BBC One Casualty. 
Nel 2016, ha fatto il suo debutto cinematografico nel thriller poliziesco City of Tiny Lights nel ruolo di Charlie Benson. 
Ha interpretato Andrew nella seconda serie della serie poliziesca noir ITV Marcella nel 2018.
Nel 2020, Lawtey ha iniziato a recitare nel ruolo di Robert Spearing nella serie BBC Two e HBO Industry. È anche apparso in un episodio della serie fantasy di Netflix The Letter for the King. 
Questo è stato seguito da un piccolo ruolo come Bobby Andrews in Benediction di Terence Davies nel 2021.
Lawtey ha interpretato il cadetto Artemis Marquis nel film giallo del 2022 The Pale Blue Eye - I delitti di West Point, distribuito da Netflix. Prende anche parte alla serie televisiva You & Me, al film Joker: Folie à Deux di Todd Phillips, e al film biografico Words of War.

## Filmografia

### Cinema
- City of Tiny Lights, regia di Pete Travis (2016)
- Benediction, regia di Terence Davies (2021)
- The Pale Blue Eye - I delitti di West Point (The Pale Blue Eye), regia di Scott Cooper (2022)
- Joker: Folie à Deux, regia di Todd Phillips (2024)
- Mr Burton, regia di Marc Evans (2025)
- Words of War, regia di James Strong (2025)
- Longbourn, regia di Sharon Maguire (2025)

### Televisione
- Maghi contro alieni (Wizards vs Aliens) – serie TV, 1 episodio (2012)
- Casualty – serie TV, 1 episodio (2013)
- Chuggington – serie TV, 2 episodi (2015)
- Marcella – serie TV, 2 episodi (2018)
- Lettera al re (The Letter for the King) – serie TV, 6 episodio (2020)
- Industry – serie TV, 24 episodi (2020-2024)
- You & Me – serie TV, 3 episodi (2023)

## Doppiatori italiani
Nelle versioni in italiano delle opere in cui ha recitato, Harry Lawtey è stato doppiato da:
- Emanuele Ruzza in The Pale Blue Eye - I delitti di West Point
- Andrea Di Maggio in Maghi contro alieni
- Marco Briglione in Marcella
- Sebastiano Tamburini ne I delitti della gazza ladra
- Gabriele Pellicanò in Joker: Folie à Deux
- Flavio Aquilone in You & Me